# عقد 2110
| 2110 \| 2111 \| 2112 \| 2113 \| 2114 \| 2115 \| 2116 \| 2117 \| 2118 \| 2119 |

عقد 2110 هو العقد الذي سيكون بين 1 يناير 2110 و31 ديسمبر 2119. وسيكون أو العقود الكاملة في القرن الثاني والعشرين.

## أحداث مرتقبة
- وفقا لقناة ديسكفري ساينس الوثائقية فإن هرم شيميزو ميغا سيتي المزعم بناؤه ربما ينتهي العمل منه في هذا العقد.